# Pinsdorf
Pinsdorf är en ort och kommun i Österrike. Den ligger i distriktet Gmunden i förbundslandet Oberösterreich, 200 km väster om huvudstaden Wien. 
Kommunen består av tio orter (Ortschaften) (inom parentes invånarantal 1 januari 2024):

- Buchen (461)
- Großkufhaus (595)
- Innergrub (228)
- Moos (179)
- Neuhofen (191)
- Pinsdorf (1 578)
- Pinsdorfberg (151)
- Steinbichl (246)
- Wiesen (653)
- Wolfsgrub (99)